# Coppa Zaccaria Oberti
La Coppa Zaccaria Oberti fu il trofeo assegnato alla squadra campione d'Italia di calcio dal 1909 ad almeno il 1913. In origine, la Coppa era abbinata al titolo di "Campione Federale d'Italia", poi integrato nel normale albo d'oro.

## Storia
Essa fu donata alla Federazione Italiana Foot-Ball dall'allora presidente della Doria, Zaccaria Oberti. Il trofeo rimpiazzò la Coppa Spensley, definitivamente assegnata al Milan.
La Coppa fu vinta dalla Pro Vercelli, nonostante la partecipazione al torneo dei grandi Football Club che si erano ritirati per protesta l'anno precedente contro la politica di nazionalizzazione forzata del campionato. La Pro Vercelli dimostrò di essere superiore anche alle squadre "spurie internazionali" (cioè piene di stranieri e quindi teoricamente avvantaggiate) vincendo, con una squadra formata unicamente da giocatori italiani, il campionato federale aperto a tutte le nazionalità, purché avessero residenza fissa in Italia. Ne derivò quindi il disconoscimento da parte della Federazione del parallelo e a quel punto inutile Campionato Italiano di Prima Categoria 1909, e la Pro Vercelli detentrice della Coppa Oberti e del relativo titolo di "Campione Federale d'Italia", venne riconosciuta a tutti gli effetti negli albi d'oro come "Campione d'Italia" 1909.
La Coppa Oberti continuò a essere messa in palio negli anni successivi, almeno fino alla stagione 1912-13, quando la Pro Vercelli conquistò il trofeo per la terza volta consecutiva: ai sensi dei regolamenti dell'epoca, i vercellesi avrebbero ottenuto in tale occasione il diritto a conservare definitivamente la coppa; la circostanza non è tuttavia accertata, in quanto, secondo l'edizione 1919-20 dell'Annuario Italiano del Football, il trofeo sarebbe stato assegnato anche nella stagione 1913-14.

## Albo d'oro
Non conteggiando il summenzionato caso dubbio del  Casale nella stagione 1913-1914, il trofeo è stato vinto da appena due squadre diverse.
- 1909:  Pro Vercelli
- 1909-1910:  Inter
- 1910-1911:  Pro Vercelli
- 1911-1912:  Pro Vercelli
- 1912-1913:  Pro Vercelli